# إدغار ستيل
إدغار ستيل (بالإنجليزية: Edgar Steele)‏ هو محامي أمريكي، ولد في 5 يوليو 1945، وتوفي في 4 سبتمبر 2014 في فيكتورفيل في الولايات المتحدة.